# NGC 1008
NGC 1008 (другие обозначения — UGC 2114, MCG 0-7-60, ZWG 388.70, NPM1G +01.0101, PGC 9970) — эллиптическая галактика (тип E3) в созвездии Кит.

## Описание
Галактика была открыта 15 января 1865 года немецким астрономом Альбертом Мартом при помощи 48-дюймового (1,2-метрового) рефрактора в обсерватории на Мальте, построенного Уильямом Ласселом десятью годами ранее, позднее получила номер 1008 при составлении каталога NGC.
NGC 1008 имеет 14-ю величину, её видимые размеры составляют 0,8 × 0,6 угловых минут. При визуальном наблюдении галактика довольно слабо видима и невелика, обладает слегка вытянутой, близкой к круглой, формой и имеет слабую концентрацию видимого вещества.
Галактика NGC 1008 видна с июля (перед рассветом) по март (сразу после заката). Наилучшее время для наблюдения — ноябрь.
Этот объект входит в число перечисленных в оригинальной редакции «Нового общего каталога».

## Связанные события
17 октября 2010 года в 17:27 по всемирному времени с Земли наблюдалось визуальное соединение галактики NGC 1008 с астероидом 54797 2001 MR12 15,9 звёздной величины, прошедшим перед ней в 0,13 угловой минуты от её центра.